# Ziewanice
Ziewanice [pronunciación en polaco: /ʑɛvaˈnit͡sɛ/] es un pueblo ubicado en el distrito administrativo de Gmina Głowno, dentro del condado de Zgierz, Voivodato de Łódź, en el centro de Polonia. Se encuentra a unos 5 kilómetros al norte de Głowno, a 26 kilómetros al noreste de Zgierz, y a 29 kilómetros al noreste de la capital regional Łódź.